# Santo Stefano degli Angeli
Santo Stefano degli Angeli è una frazione del comune bergamasco di Carobbio degli Angeli ormai fusa col centro abitato.

## Storia
La località è un piccolo villaggio agricolo di antica origine, da sempre costituito in comune e parrocchia con la chiesa di Santo Stefano
Il paese divenne frazione di Gorlago su ordine di Napoleone, ma gli austriaci annullarono la decisione al loro arrivo nel 1815 con il Regno Lombardo-Veneto.
Dopo l'unità d'Italia il paese, ribattezzato Santo Stefano del Monte degli Angeli, crebbe da meno di settecento a più di novecento abitanti. Fu il fascismo a deciderne la soppressione, unendolo a Carobbio e formando così il nuovo comune di Carobbio degli Angeli.